# Kruonis
Kruonis är en ort i Litauen. Den ligger i den centrala delen av landet, 70 km väster om huvudstaden Vilnius. Kruonis ligger 123 meter över havet och antalet invånare är 726.
Terrängen runt Kruonis är platt. Runt Kruonis är det ganska glesbefolkat, med 36 invånare per kvadratkilometer. Närmaste större samhälle är Žiežmariai, 14,4 km öster om Kruonis. Omgivningarna runt Kruonis är en mosaik av jordbruksmark och naturlig växtlighet.